# Tom Linton (cyclisme)
Pour les articles homonymes, voir Linton.

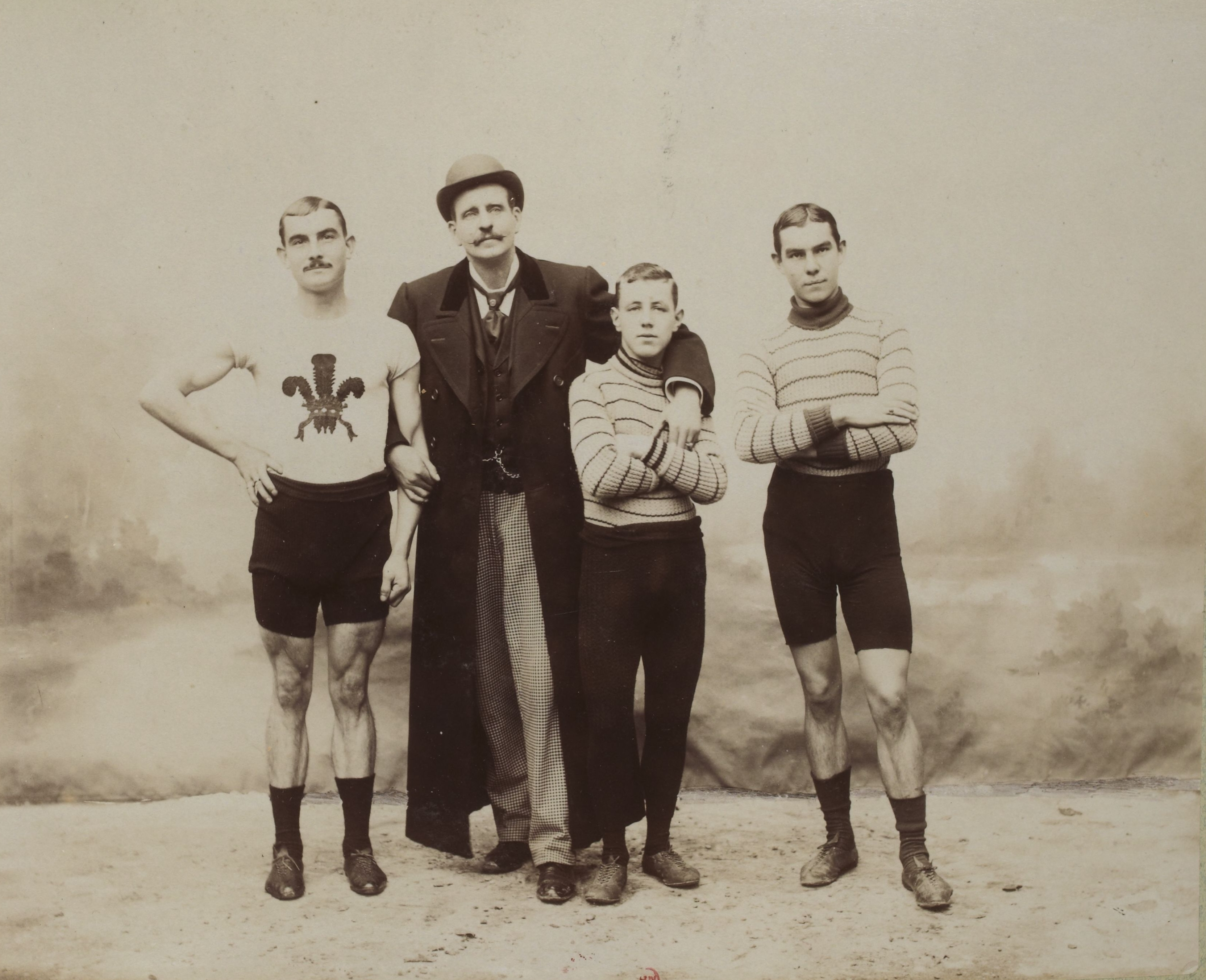
Arthur Linton, Choppy Warburton, Jimmy Michael et Tom Linton, 1894-95.

Tom Linton, né le 13 juin 1876 à Aberaman au Pays de Galles et mort le 13 novembre 1914 à l'hôpital anglais de Levallois-Perret est un coureur cycliste britannique.
Avec ses frères Arthur, Sam et Jimmy Michael, Tom Linton forme un groupe de coureur cyclistes qui viennent tous de la petite ville minière d'Aberaman.
Linton a battu dix fois le record de l'heure,,.

## Biographie
Les exploits de son frère ainé Arthur le décide et il se lance dans le sport cycliste. Après des débuts sans grand éclat, il enlève, en 1894, le Championnat du Pays de Galles et s'installe ensuite à Paris pour courir dans les courses de demi-fond avec entraîneurs humains et mécaniques.
Le 19 mai 1896, il bat le record du monde de l'heure avec 48,455 km au vélodrome de la Seine à Paris ; le 9 juillet il couvre 49,893 km à Catford en Angleterre ; le 21 octobre, il l'améliore avec 50,425 km au Crystal Palace à Londres,,,.
En 1897, il court une série de matchs internationaux contre Jack William Stocks. Vaincu d'un rien en mai, sur 50 km, à Bruxelles, il prend sa revanche en juin d'abord, au Crystal Palace de Londres où il défait nettement son rival,,, puis le dimanche 18 juillet 1897, au vélodrome de la Seine à Levallois où il gagne plus brillamment encore. Le 17 juillet 1898, dans un match contre Michaël, à New York, il a raison de son compatriote. En mars 1899, il bat Arthur Adalbert Chase à Wood Green,.
En 1901, il fait une tournée aux États-Unis, il rencontre Stinson et Mac Farland.
En 1902, au Parc des Princes Linton accumule victoire sur victoire et record sur record. Le 4 mai, dans une course de 80 km, il bat le record de l'heure avec 68,410 km, et ses concurrents Harry Elkes, Thaddäus Robl et Émile Bouhours, derrière une moto piloté par le français Marius Thé , considéré comme le meilleur entraineur du monde,. Cette moto est une nouveauté car jusque là des tandems à moteur étaient utilisés,. Le 11 mai, il confirme sa victoire contre Elkes, Robl et Édouard Taylor et élève le record à 71, 660 km,. Le 20 mai, en match à deux, il bat de nouveau Robl. Enfin, le 2 juin. il se classe premier devant Arthur Adalbert Chase, César Simar et Eugenio Bruni,. Le 20 juillet, il bat le record en couvrant 73,350 km à Buffalo,. En aout de la même année, Linton a un grave accident sur le vélodrome de Leipzig avec Thé et la hanche brisée, il reste à l'hôpital, jusqu'en novembre,. Son retour à la compétition s'avère difficile.
Linton s'installe rue Chaptal à Levallois comme hôtelier, il est propriétaire de l'hôtel des Sports à quelques centaines de mètres du vélodrome Buffalo. Il arrête la compétition en 1905, déclarant que « les risques sont trop grands dans la course comme on la pratique aujourd'hui ».
Il est mort du typhus, comme son frère Arthur avant lui, dont la mort est attribuée aux effets à long terme du dopage : « On dit que l'usage de l'arsenic utilisé par les mineurs a été très bénéfique aux Linton comme coureur ». Comme son frère Arthur et Jimmy Michael, il était également supervisé par le célèbre manager Choppy Warburton,, dont les mixtures dopantes étaient légendaires.
Tom Linton est inhumé au cimetière de Levallois.

## Palmarès sur piste
- 1894
  - Champion du Pays de Galles
- 1896
  - Course de huit jours au vélodrome d'hiver[34]
- 1897
  - 1re des Deux Jours de Paris
- 1899
  - 2e de Paris-Dijon
  - Prix du Conseil Général
- 1900
  - 3e du Grand Prix d'Anvers
  - 3e du Grand Prix de Marseille
- 1901
  - Avril - Course de 50 miles au Parc des Princes[35]
  - Mai - Course de 50 miles au Parc des Princes[36]
  - 3e de la Roue d'Or de Friedenau[37]
- 1902
  - Course de 25 km au Parc des Princes[38]
  - Course de 20 km à Buffalo[39]

## Hommage
Un  Prix Tom Linton de demi-fond est couru à partir de 1907 au premier vélodrome d'hiver, puis au Vel' d'Hiv'

## Vie privée
Il se marie le 6 novembre 1900 à Levallois avec Blanche Mathieu Réaumur, la fille de Félix Réaumur, masseur et entraineur,. Ils ont une fille en octobre 1901,.